# باري سميث
العنوان (بالإنجليزية: Barry Smith)‏ مواليد 04 يونيو 1952 في إنجلترا. أكاديمي وعالم حاسوب إنجليزي يعمل في مجال علم الوجود والمعلوماتية الطبية.

## وصلات خارجية
- الموقع الإلكتروني